# Aquarium de Prague
L'Aquarium Monde Marin de Prague (en tchèque, Morský svět Praha) est le plus grand aquarium public de République tchèque. Le plus vaste bassins à requins a un volume de 100 000 litres et le volume total des soixante aquariums est de 270 000 litres d'eau. L'Aquarium a été fondé en 2002 au Parc des expositions de Prague.

## Exposition

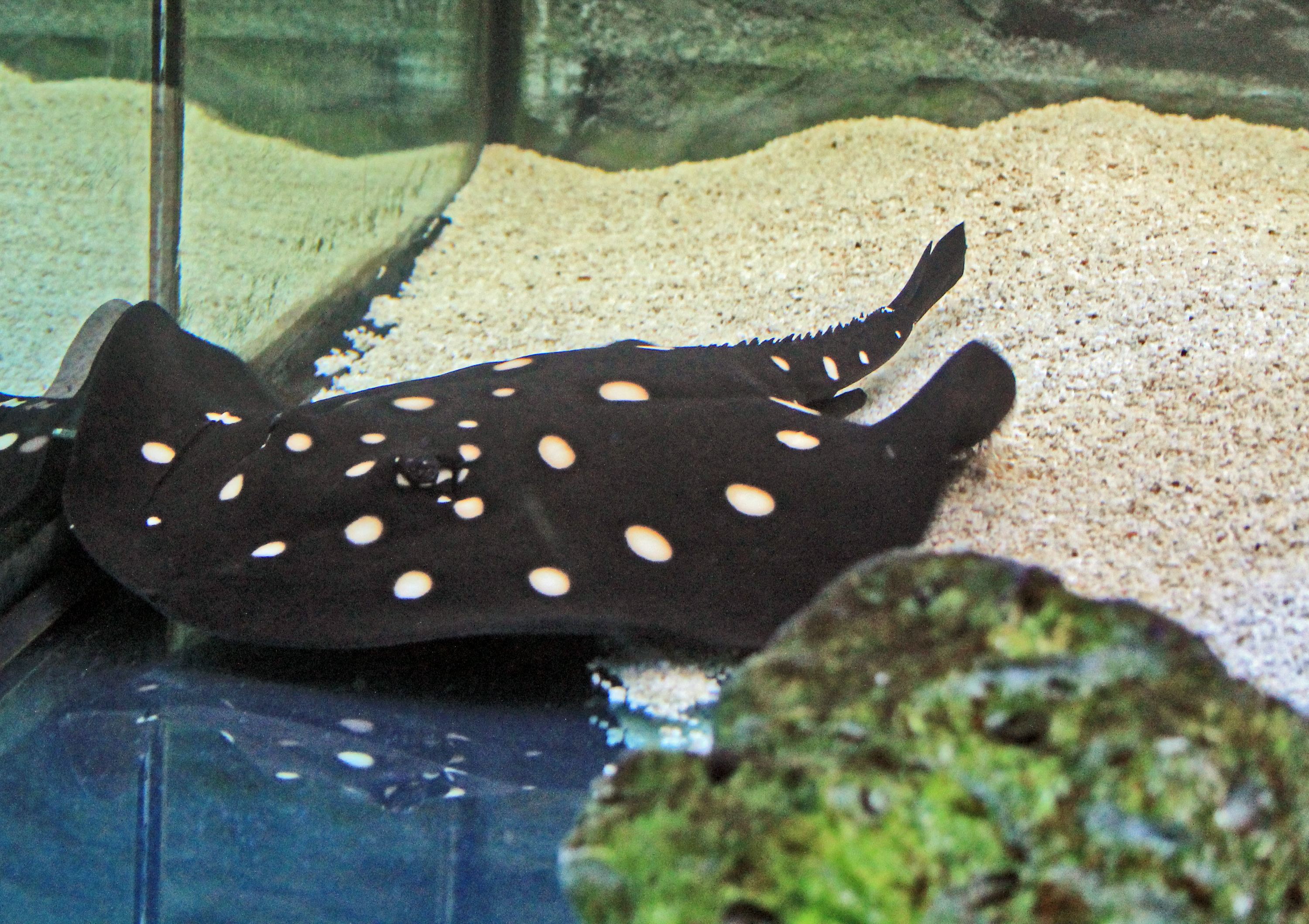
Raie pastenague de Léopold

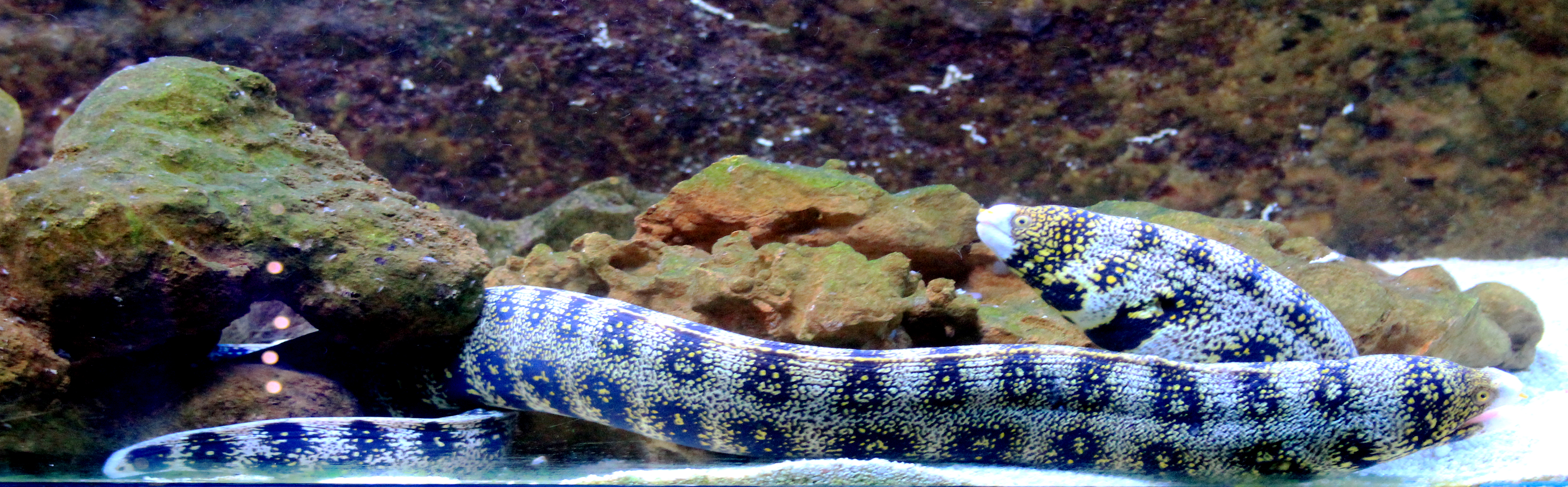
Murènes

Environ 1 300 poissons répartis en 75 espèces et 2 types de reptiles (caïman à lunettes et tortue matamata) sont conservés. Ce sont par exemple des requins, des raies pastenagues et des murènes. Le seul autre aquarium public abritant des requins en République tchèque est le zoo d'Olomouc, avec un aquarium d'un volume de 42 000 litres d'eau.
Le plus grand bassin de République tchèque avec un volume de 100 000 litres abrite des requins et des raies pastenagues. Le deuxième plus grand bassin d'un volume de 50 000 litres expose une maquette du navire HMS Bounty.
L'aquarium abrite, entre autres, des requins à pointes noires, des requins-nourrices, requins léopards, des raies pastenagues de Léopold, des murènes, des piranhas rouges, des poissons-lions de feu, des poissons-clowns tachetés et des poissons chirurgiens bleus (connus du film Le Monde de Nemo), des étoiles de mer, des poulpes, oursins, homards violets, crabes terrestres et méduses rares.